# Indeks cenowy
Indeks cenowy – jest to indeks giełdowy liczony na podstawie wartości spółek danego portfela. Przy obliczaniu wartości bierze się pod uwagę jedynie ceny zawartych w nim transakcji, nie uwzględnia się zaś dochodów z akcji (dywidend, praw poboru). Liczba spółek wchodzących w skład indeksu cenowego jest stała, do najbardziej znanych zaliczamy: WIG30, MIDWIG, TECHWIG, mWIG40, sWIG80 oraz NIF.